# Abd al-Quddus Abu Salah
Scheich Abd al-Quddus Abu Salah, arabisch عبد القدوس أبو صلاح, DMG ʿAbd al-Quddūs Abū Ṣalāḥ (* 1932 in Aleppo, Syrien) ist ein syrischer Hochschullehrer, Präsident der International League for Islamic Ethics und der Herausgeber des Journal for Islamic Ethics, Riad, Saudi-Arabien.
Er ist Präsident des Internationalen Verbandes der islamischen Literatur (رابطة الأدب الإسلامي / International League of Islamic Literature). Er lehrt an der Fakultät für Arabische Sprache der Islamischen Universität Imam Muhammad ibn Saud (Imam Muhammad ibn Saud Islamic University) in Riad.
Er war einer der 138 Unterzeichner des offenen Briefes Ein gemeinsames Wort zwischen Uns und Euch (engl. A Common Word Between Us & You), den Persönlichkeiten des Islam an „Führer christlicher Kirchen überall“ (engl. „Leaders of Christian Churches, everywhere …“) sandten (13. Oktober 2007).